# Hilary Denise Arko-Dadzie
Pour les articles homonymes, voir Arko et Dadzie.
Hilary Denise Arko-Dadzie est une informaticienne, femme d'affaires et stratège commerciale ghanéenne. Elle est la première femme à être nommée directrice des services généraux de l'African Regional Intellectual Property Organization (ARIPO). Elle est également la première femme à avoir été nommée au comité exécutif de cinq membres de l'ARIPO.

## Éducation
Arko-Dadzie a fréquenté l'université des sciences et technologies Kwame Nkrumah, où elle a obtenu un bachelor en informatique. Elle détient un MBA en gestion générale de l'université de Londres-Est au Royaume-Uni, ainsi que des certifications en informatique et en gestion de projet de Cisco et de l'université George-Washington,,,.  

## Carrière
Arko-Dadzie est actuellement la première femme à devenir la directrice des services généraux de l'African Regional Intellectual Property Organization (ARIPO), Organisation régionale africaine de la propriété intellectuelle basée à Harare, au Zimbabwe et la première femme à être nommée au comité exécutif de cinq membres de l'ARIPO,,,. Avant sa nomination, elle a travaillé avec Airtel, en tant que directrice de TowerCo pour Airtel Ghana maintenant Airtel Tigo et directrice par intérim pour Airtel Sierra Leone. Lorsqu'elle a rejoint Airtel Ghana en 2009 en tant que chef de projet, elle était responsable de projets stratégiques tels que l'introduction de l'offre 3.75 G d'Airtel Ghana, la portabilité des numéros mobiles et la création et le lancement d'Airtel Premier,,,.  

## Prix et distinctions
Elle a reçu un prix pour son travail de l'organisation Woman Excel au Zimbabwe,,.